# Южная тонкохвостая крыса
Южная тонкохвостая крыса (лат. Phloeomys cumingi) — крупный грызун семейства мышиных, эндемик Филиппин. В различных старых научных трудах он описывается как единый вид с других видом рода тонкохвостые крысы (Phloeomys), северной тонкохвостой крысой (Phloeomys pallidus).
Видовое название cumingi присвоено в честь английского натуралиста Хью Каминга.

## Внешний вид и строение
При общей длине от 670 до 750 мм, длине хвоста от 270 до 315 мм и массе от 1,5 до 2,0 кг вид достигает почти тех же размеров, что и его северный родственник. Большими глазами и пушистым хвостом он больше похож на белку, чем на крысу. На теле довольно щетинистая шерсть с более длинными остевыми волосками. Основной окрас тёмно-коричневый и слегка красноватый у особей, содержащихся в неволе, что может быть связано с питанием. Голова широкая, уши короткие. По краям ушей длинные волосы. В качестве приспособления для лазания большие ступни и кисти снабжены мощными когтями.

## Распространение
Помимо южной части острова Лусон, ареал вида простирается на острова Катандуанес, Мариндук и более мелкие острова. Южная тонкохвостая крыса обитает в низинах и горах на высоте до 1100 метров над уровнем моря. Он живёт в лесах и посещает сады и сельскохозяйственные угодья в поисках еды.

## Образ жизни
Ночное животное, обитает преимущественно на деревьях и изредка спускается на землю. Обычно они медлительны и днем отдыхают в дуплах деревьев или подобных укрытиях. Этот грызун живет один, парами или небольшими группами. Питается молодыми листьями, фруктами, картофелем, кукурузой и другими растениями.
Самка южной тонкохвостой крысы обычно рожает одного детеныша каждый год, и данные указывают на то, что большинство родов происходит в конце сезона дождей. Новорожденный сначала сосет молоко и его носят на теле, крепко присосавшимся к соску. Южная тонкохвостая крыса может жить в неволе до 13 лет.

## Угрозы виду
Местные жители охотятся на этих крыс ради мяса. Вид считается вредителем плантаций. Хотя общая численность популяция несколько снижается, этот грызун не является редким животным. МСОП относит это к разряду видов, вызывающих наименьшее беспокойство.